# Hobgoblin

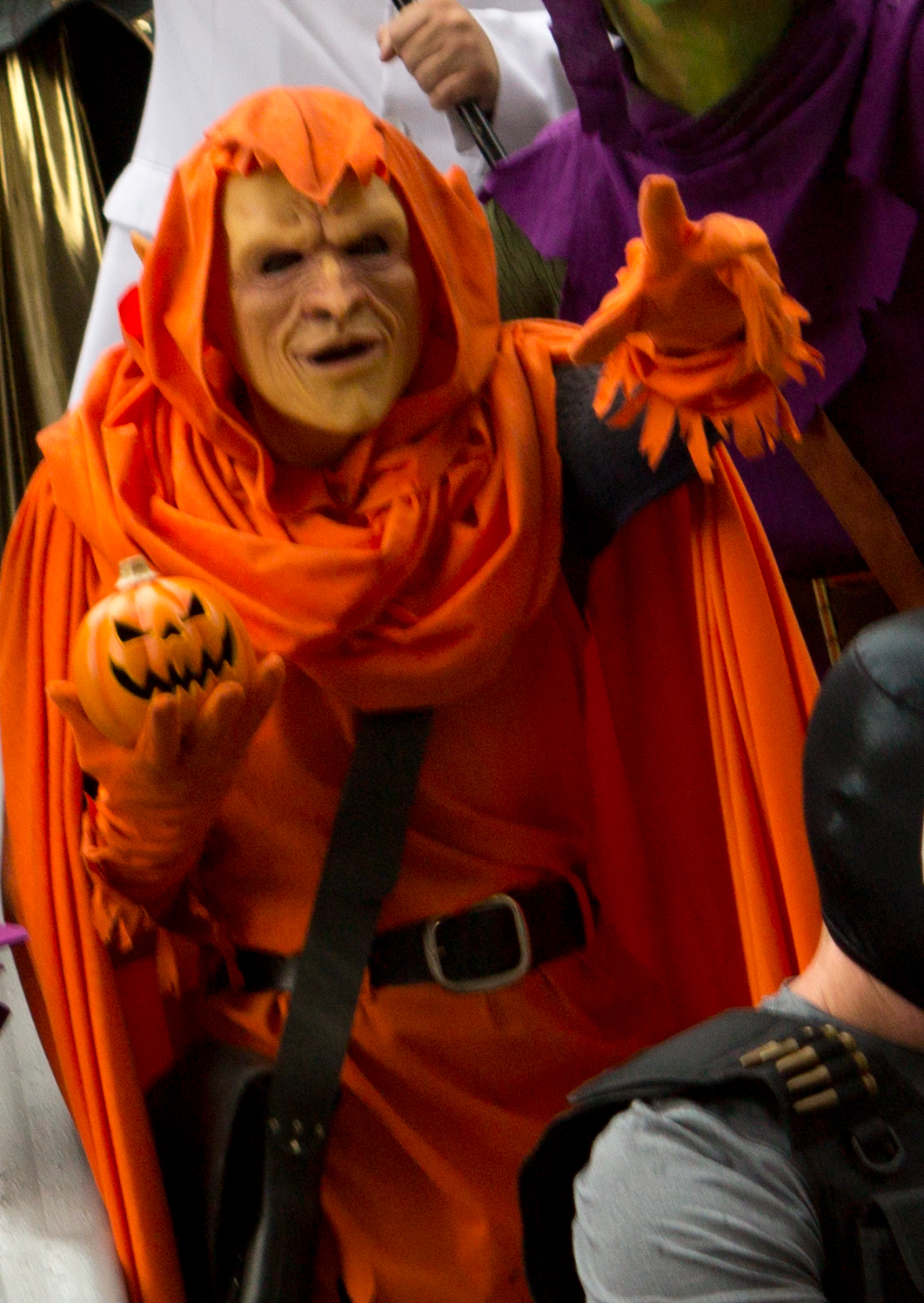
Hobgoblin (kostým)

Hobgoblin je superpadouch vystupující v komiksovém světě firmy Marvel Comics. Je protivníkem Spidermana. Postavu vytvořili Roger Stern a John Romita, Jr. a poprvé se objevila v sešitu Amazing Spider-Man č. 238 v roce 1983.

## Historie a vznik
Jason Phillips, bývalý spolužák Petra Parkera, nedostudoval medicínu. Přestoupil na odbornou školu podnikatelsko-ekonomickou. Jeho největší láskou jsou peníze; udělal by pro ně cokoli. Nabídl tedy Normanu Osbornovi, že za tučnou odměnu pro něj bude pracovat. Podle dávných pověstí o goblinech vytvořil Osborn zbraně a masku Hobgoblina. Tu si nasadil Jason; zároveň s tímto úkonem ho ovládlo nepřekonatelné duševní zlo. Přesto se nezbavil své podnikatelské vychytralosti, takže i jako Hobgoblin se z každé situace snažil vytěžit finanční zisk.